# Lithiumformiat
Lithiumformiat ist das Lithiumsalz der Ameisensäure. Es ist im Handel als Monohydrat in Form von weißen Kristallen mit der stöchiometrischen Zusammensetzung Li(HCOO)·H2O erhältlich.

## Gewinnung und Darstellung
Lithiumformiat kann durch Salzbildungsreaktion aus Lithiumhydroxid und Ameisensäure hergestellt werden.
{\displaystyle {\ce {LiOH + HCOOH -> HCOOLi + H2O}}}
Ebenso ist die Synthese aus Lithiumcarbonat und Ameisensäure unter Entwicklung von Kohlendioxid möglich.
{\displaystyle {\ce {Li2CO3 + 2HCOOH -> 2HCOOLi + CO2 ^ + H2O}}}

## Eigenschaften
Lithiumformiat kristallisiert im orthorhombischen Kristallsystem in der Raumgruppe Pna21 (Raumgruppen-Nr. 33) mit den Gitterparametern a = 699 pm, b = 650 pm und c = 485 pm. In der Elementarzelle befinden sich vier Formeleinheiten.
Das Monohydrat geht bei 94 °C unter Wasserabspaltung in das Anhydrid über. Bei weiterem Erhitzen zersetzt sich Lithiumformiat bei 230 °C unter Bildung von Lithiumcarbonat, Kohlenmonoxid und Wasserstoff.
{\displaystyle {\ce {2HCOOLi ->[\Delta] Li2CO3 + CO ^ + H2 ^}}}

## Sicherheitshinweise
Große Mengen von Lithiumformiat haben wie alle wasserlöslichen Lithiumsalze eine toxische Wirkung auf das zentrale Nervensystem. Bei wiederholter Einnahme können auch die Nieren geschädigt werden.